# Ioujny Oural Orsk
Le Ioujny Oural Orsk est un club de hockey sur glace d'Orsk en Russie. Il évolue dans la VHL, le deuxième échelon russe.

## Historique
Le club est créé en 1958.

## Palmarès
- Aucun titre.